# マックス・バウアー
マックス・ヘルマン・バウアー（Max Hermann Bauer、1869年1月31日–1929年5月6日）は、ドイツの陸軍軍人、武器商人。最終階級は陸軍大佐。第一次世界大戦後にソビエト連邦や中華民国の軍事顧問を務めた。

## 来歴

### 砲兵専門家
クヴェトリンブルクに生まれる。1888年3月にアビトゥーアに合格し、大学で法学を学び始めるが、市議会議員だった父フリードリヒ・カールが事業に失敗し困窮したため、退学して陸軍に入営し、士官候補生として第2野砲連隊に配属された。1889年12月から見習士官としてハノーファーの学校に学ぶ。1890年に二級少尉、1895年1月に1級少尉に昇進。その間1893年1月から1898年12月まで、各地の砲兵連隊に勤務。1899年から1902年まで、砲兵試験委員会に勤務した。1902年から1907年まで第7砲兵連隊で中隊長を務める。
1907年10月にプロイセン参謀本部に転属となり、砲兵専門官となる。ロシア帝国と接する東部国境の要塞建築に関与。また日露戦争における塹壕戦や旅順攻囲戦を分析した。ロシア帝国がナレウ川沿いに建設中の要塞を偵察するため、ワルシャワの木材商人に扮してヴィリニュス、カウナス、フロドナ、ウォムジャの要塞を視察した。また1907年初夏には新聞記者に扮して偵察している。同じく1907年にはやはり新聞記者としてベルギーのリエージュ、ナミュール、アントウェルペンの要塞網を視察した。その一方、二十八糎砲が効果を上げた旅順攻囲戦の戦訓に鑑み、クルップ社に大口径砲の開発を命じ、42cm砲の開発に繋がった。

### 第一次世界大戦
第一次世界大戦中は陸軍最高司令部作戦部に属し、第II（重砲・要塞）部長を務めた。バウアーは42cm砲の開発に加わったものの、この砲は近代的な要塞の攻略には向かなかったため、ドイツ軍の作戦計画は、フランスのヴェルダンからトゥールに至る要塞網を避けて中立国ベルギーに侵攻するというシュリーフェン・プランに従った。リエージュ攻略戦ではオーストリア軍から貸与されたシュコダ30.5cm臼砲を使用した。
1915年7月から陸軍最高司令部に属し、エーリッヒ・フォン・ファルケンハイン参謀総長と対立した。間もなくパウル・フォン・ヒンデンブルクが後任の参謀総長に就任し、バウアーは火炎放射器の開発責任者となった。バウアーはまた、エーリヒ・ルーデンドルフ参謀次長とグスタフ・シュトレーゼマンの仲介役ともなっていた。1916年にプール・ル・メリット勲章を受章、1918年には同柏葉付勲章を受章した。

### 義勇軍
戦後の1919年8月、バウアーはヴァイマル共和政に反対する「民族団結」を組織した。その運営役は1919年6月にクーデター未遂でヴァイマル共和国軍を追われたヴァルデマール・パープストだった。「民族団結」を通じてバルト三国からエルベ川東岸に移った農民からなる義勇軍が組織された。
ドイツ帝国の戦争犯罪人の引き渡しなどを定めたヴェルサイユ条約に従い解散が決まったエアハルト海兵旅団は、1920年3月に反乱を起こした（カップ一揆）。鉄衛旅団はヴァルター・フォン・リュトヴィッツ将軍の指揮下に入り、バウアー、パープスト、ルーデンドルフ、ヘルマン・エアハルトらはグスタフ・バウアー内閣を倒そうとした。これに対して首相府次官のウルリッヒ・ラウシャーは労働者にゼネラル・ストライキを呼びかけ、財務次官のフランツ・クレメンス・シュレーダーは一揆の首謀者ヴォルフガング・カップのサインがある小切手を受け付けず、ライヒスバンクにある資金を引き出せなくなったため一揆は頓挫した。
カップの臨時政府でバウアーは首相府長官を務めていたが、一揆の失敗後指名手配されミュンヘンに逃亡し、エルンスト・ペーナーやゲオルク・エッシャリッヒのエッシャリッヒ組織に匿われた。1920年8月にはウィーンに逃亡し、義勇軍を組織しようとしたが失敗した。オーストリアやハンガリーに関心をもっていたルーデンドルフのために、カール・レンナー政権を倒そうと画策したが失敗した。一方バイエルン州では住民防衛軍が解散させられ、ピッティンガー組織が組織された。ピッティンガー組織は、バウアーと連絡を取っていたオーストリアのカンツラー組織を圧迫した。カップ一揆の参加者は1925年に恩赦された。

### 軍事顧問
1922年、ソビエト連邦政府に属するブルーノ・ミラーの要請により、バウアーは毒ガス戦術の教書を著した。1923年夏にはミラーを通じてレフ・トロツキーの招きを受けてモスクワに滞在し、ソビエト連邦の経済・産業状況を視察した。1923年11月には指名手配中のためドイツ、ポーランド、チェコスロバキアを避け、ヴェネツィアからイスタンブール、オデッサ、キエフを経由してモスクワに赴いた。1924年2月まで滞在し、1925年に『赤いツァーリの国』を発表した。
トロツキーとの会談で、バウアーは1924年6月にドイツ大使ウルリヒ・フォン・ブロックドルフ＝ランツァウがソビエト連邦と交渉し、ドイツ企業の支援で化学薬品工場をソ連内に建設し、バウアーをそこで働かせる予定であると知らされた。この化学工場の顧問とは別に、バウアーは航空機製造会社ユンカース・デッサウの代理人として月900ライヒスマルクを受け取っていた。バウアーのソビエト連邦への旅行はトロツキーが要請したもので、その費用がドイツ産業界から支払われていた。ラパッロ条約に基づく独ソ軍事協力では戦車、重砲、航空機、毒ガスなどがソビエト連邦内で試験された。ヴァイマル共和国軍の偽装会社が設立され、ソビエト連邦との取引に使用された。
1924年にはバウアーはマドリードに招かれた。マドリードに滞在中、バウアーはスペイン側とユンカース、ドルニエ、ハインケル、ローアバッハといったドイツの航空機産業界との接触を仲介し、その結果1927年にスペイン航空連合が設立された。また化学者ヴァルター・ネルンストとドイツ産業界との仲介役も果たした。既にそれ以前の1921年には、スペイン国営化学工場でバウアーは毒ガスや煙幕弾の生産に関わっていた。1923年にバウアーらは化学工場の近くにあるアランフエス宮殿で国王アルフォンソ13世に謁見しており、スペインの毒ガス開発は国王の肝いりで進められていたものだった。
1925年にスペインで蝗害が発生した際、この毒ガスがイナゴ退治に使用されたが、それを聞いたアルゼンチンの駐在武官の報告に基づき、バウアーは半年間アルゼンチン農業省顧問となり、イナゴやアリ、甲虫駆除の監督官を務めた。ヴェルサイユ条約により1920年に設置された軍事査察委員会は、食料生産に関係する物資の査察は行っていなかった。バウアーはアルゼンチンでもドイツの化学薬品企業の代理人を務めていた。ドイツとアルゼンチンの軍事協力では軍事顧問獲得が駐在武官の任務とされていたのである。
カップ一揆参加者が恩赦されたのちの1926年にバウアーは家族のいるポツダムに戻った。同年、国防省と交通省はユンカース社に対しバウアーとの協同をやめるよう要求した。しかしバウアーはその後もスウェーデンやオランダでユンカース社やエーリコン社の代理人を務めた。
それ以前の1923年、バウアーは中華民国政府の要請に基づきシグ社によるベッカー砲の開発に協力していた。同年、渡欧していた中国視察団は、バウアーに対し浙江省および江西省の軍事顧問就任を要請した。一方バウアーはイグネイシャス・ティモシー・トレビッチ・リンカーンの仲介で1924年から軍閥の軍事顧問に就任することになったが、1923年内にこの軍閥は崩壊した。
1927年、ルーデンドルフの仲介により広東政府はバウアーをドイツ軍需産業との交渉での顧問とした。5週間の船旅の後、1927年11月にバウアーは広州に到着した。こうしてバウアーは中独合作の枠組みの中で蔣介石の軍事顧問となった。毎月の報酬は約4000ライヒスマルクに相当する1400上海ドルであった。しかし1929年に天然痘のため上海のイギリス軍病院で病死した。

## 書籍
- Max Bauer, Der 13. März 1920, München 1920
- Adolf Vogt, Oberst Max Bauer Generalstabsoffizier im Zwielicht 1869-1829, Osnabrück, 1974.